# Fort Myers
Fort Myers ist eine Stadt und zudem der County Seat des Lee County im US-Bundesstaat Florida. Das U.S. Census Bureau hat bei der Volkszählung 2020 eine Einwohnerzahl von 86.395 ermittelt.

## Geographie

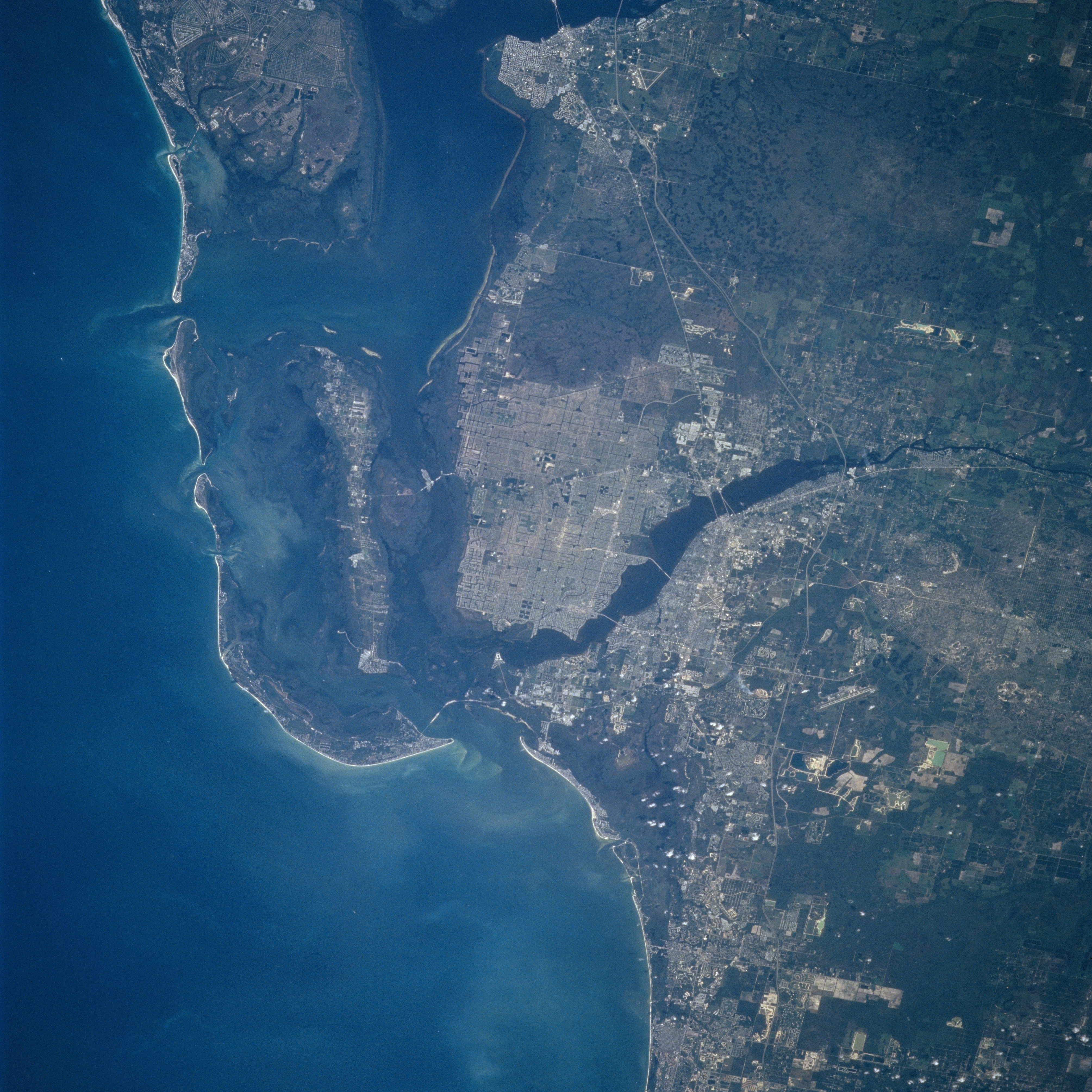
Satellitenbild

Fort Myers liegt am Ufer des Caloosahatchee River wenige Kilometer landeinwärts vor dessen Mündung in den Golf von Mexiko. Auf der anderen Flussseite grenzt Cape Coral an die Stadt. Tampa befindet sich 200 km und Miami 220 km entfernt. Fort Myers ist eines der Oberzentren der Cape Coral–Fort Myers, FL Metropolitan Statistical Area.

### Klima
| Klima in Fort Myers             |           |           |           |           |           |            |            |            |            |           |           |           |              |
| Monatsdurchschnitte             | Jan       | Feb       | März      | April     | Mai       | Juni       | Juli       | Aug        | Sept       | Okt       | Nov       | Dez       | Jahr         |
| Normhöchstwerte °F (°C)         | 75 (24)   | 77 (25)   | 80 (27)   | 85 (29)   | 89 (32)   | 91 (33)    | 92 (33)    | 92 (33)    | 90 (32)    | 86 (30)   | 81 (27)   | 77 (25)   | 84 (29)      |
| Normtiefstwerte °F (°C)         | 54 (12)   | 55 (13)   | 59 (15)   | 63 (17)   | 68 (20)   | 73 (23)    | 74 (23)    | 74 (23)    | 74 (23)    | 69 (21)   | 62 (17)   | 56 (13)   | 65 (18)      |
| Niederschlagsmenge in cm (Zoll) | 5,7 (2,2) | 5,3 (2,1) | 7,0 (2,7) | 4,2 (1,7) | 8,7 (3,4) | 24,8 (9,8) | 22,8 (9,0) | 24,2 (9,5) | 20,0 (7,9) | 6,6 (2,6) | 4,3 (1,7) | 4,0 (1,6) | 137,6 (54,3) |
| Regentage                       | 7         | 8         | 7         | 6         | 10        | 18         | 22         | 22         | 20         | 11        | 7         | 7         | 145          |

Fort Myers befindet sich im Übergangsbereich zwischen der tropischen und subtropischen Klimazone.

## Geschichte
Fort Myers wurde 1850 als Fort im Kampf gegen den Indianerstamm der Seminolen gegründet und nach Colonel Abraham C. Myers, dem Schwiegersohn des Fortgründers und -kommandanten benannt. Während des Amerikanischen Bürgerkriegs fand am 20. Februar 1865 die sogenannte Schlacht von Fort Myers statt (tatsächlich handelte es sich um ein Gefecht mit nur einem Toten auf Seiten der Konföderierten). Die ersten Siedler ließen sich 1866 an dem seinerzeit bereits aufgegebenen Fort nieder.
Seit dem 24. März 1886 ist Fort Myers eine eigenständige Stadt. Nachdem 1898 das Royal Palm Resort als erstes Winterresort errichtet worden war, entwickelte sich Ft. Myers zu einer beliebten Winterresidenz für wohlhabende Bürger aus den nördlichen Staaten der USA. Die bekanntesten unter ihnen waren Henry Ford und Thomas Alva Edison, deren einstige Winterresidenz, das Ford Edison Winter Estate am McGregor Boulevard heute besichtigt werden kann.
1904 wurde durch die Atlantic Coast Line Railroad eine Bahnstrecke von Punta Gorda nach Fort Myers erbaut. Heute wird die Strecke von Arcadia über Punta Gorda und Fort Myers nach Naples von der Seminole Gulf Railway betrieben. Der Bau der ersten Brücke über den Caloosahatchee im Jahr 1924 löste einen städtebaulichen Entwicklungsschub aus (Florida-Landboom), der Ft. Myers zur größten Stadt zwischen Tampa und Miami machte und dem die Entwicklung der umliegenden Gemeinden wie Fort Myers Beach, North Fort Myers und Cape Coral folgte.
Im Jahr 1983 wurde unweit der Stadt der Southwest Florida International Airport eröffnet.

### Religionen
In Fort Myers gibt es derzeit 112 verschiedene Kirchen aus 27 verschiedenen Konfessionen, darunter ist die Baptistengemeinde mit 28 Kirchen am stärksten vertreten. Es gibt 11 zu keiner Konfession gehörende Kirchen und 2 ökumenisch genutzte Kirchen (Stand: 2004).

#### Unfall während der Ostermesse 2014 in der 2. Haitian Baptist Church
Am 20. April 2014 wurden in der Second Haitian Baptist Church 22 Gläubige während der Ostermesse durch ein Auto schwer verletzt. Die Fahrerin raste mit dem Automatik-Wagen durch die gemauerte Außenwand und fuhr in die voll besetzten Kirchenbänke der Baptistenkirche.

### Demographische Daten
Laut der Volkszählung 2010 verteilten sich die damaligen 62.298 Einwohner auf 35.138 Haushalte. Die Bevölkerungsdichte lag bei 756 Einw./km². 54,6 % der Bevölkerung bezeichneten sich als Weiße, 32,3 % als Afroamerikaner, 0,6 % als Indianer und 1,6 % als Asian Americans. 8,1 % gaben die Angehörigkeit zu einer anderen Ethnie und 2,8 % zu mehreren Ethnien an. 20,0 % der Bevölkerung bestand aus Hispanics oder Latinos.
Im Jahr 2010 lebten in 29,7 % aller Haushalte Kinder unter 18 Jahren sowie 25,8 % aller Haushalte Personen mit mindestens 65 Jahren. 57,3 % der Haushalte waren Familienhaushalte (bestehend aus verheirateten Paaren mit oder ohne Nachkommen bzw. einem Elternteil mit Nachkomme). Die durchschnittliche Größe eines Haushalts lag bei 2,37 Personen und die durchschnittliche Familiengröße bei 3,01 Personen.
25,5 % der Bevölkerung waren jünger als 20 Jahre, 30,0 % waren 20 bis 39 Jahre alt, 24,6 % waren 40 bis 59 Jahre alt und 20,0 % waren mindestens 60 Jahre alt. Das mittlere Alter betrug 36 Jahre. 50,1 % der Bevölkerung waren männlich und 49,9 % weiblich.
Das durchschnittliche Jahreseinkommen lag bei 37.347 $, dabei lebten 25,2 % der Bevölkerung unter der Armutsgrenze.
Im Jahr 2000 war Englisch die Muttersprache von 79,79 % der Bevölkerung, spanisch sprachen 13,00 % und 7,21 % hatten eine andere Muttersprache.

## Sehenswürdigkeiten
Folgende Objekte sind im National Register of Historic Places gelistet:
| - Alderman House - Casa Rio - Dean Park Historic Residential District - Paul Lawrence Dunbar School - Edison Park Elementary School - Thomas Edison Estate - Henry Ford Estate - Fort Myers Downtown Commercial District | - Gilmer Heitman House - Jewett-Thompson House - Lee County Courthouse - Menge-Hansen Marine Ways - Murphy-Burroughs House - Terry Park Ballfield - William H. Towles House |

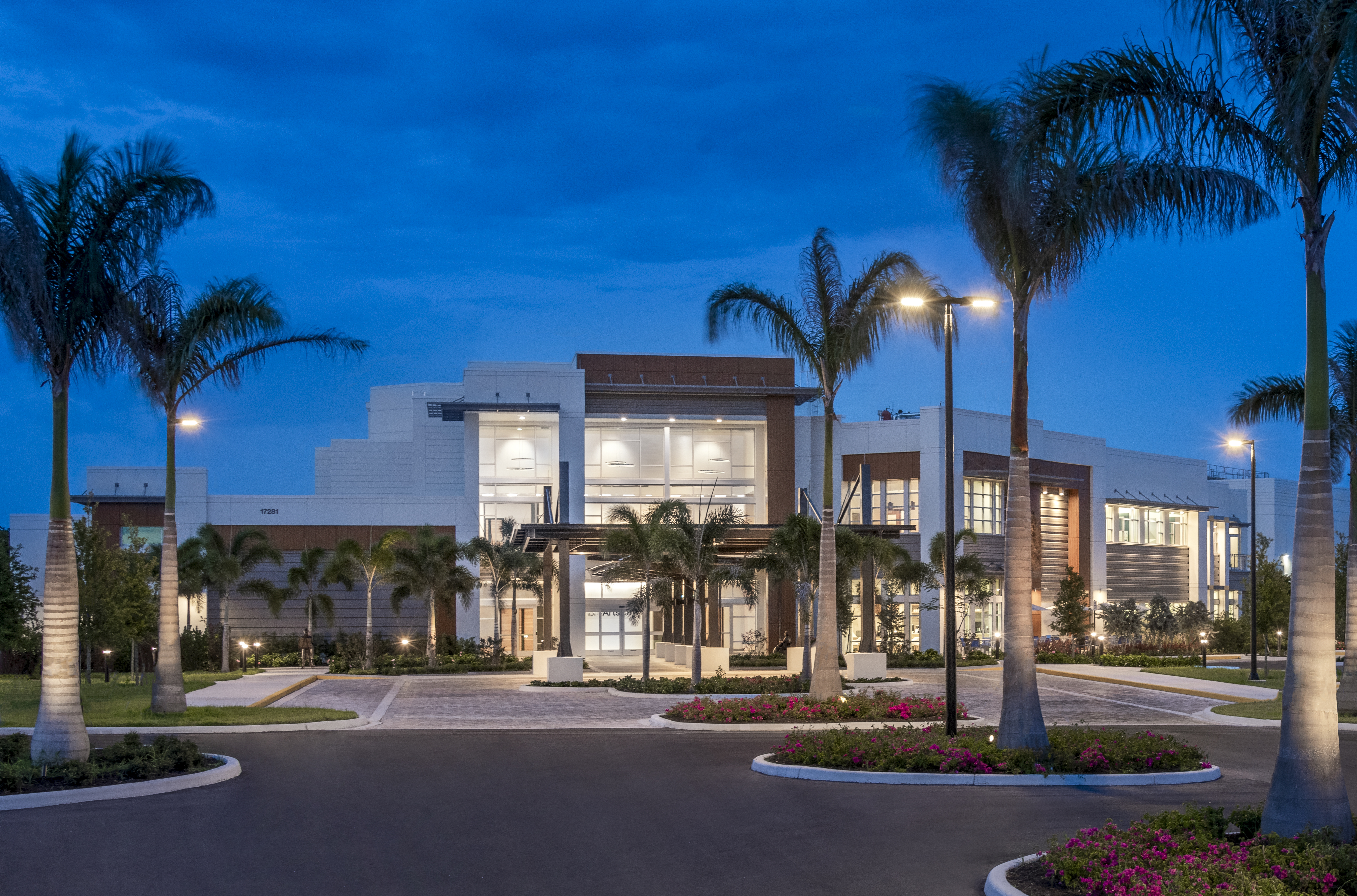
Kunstzentrum Tribby

Regelmäßig finden im neuen Kunstzentrum Tribby Konzerte, Ausstellungen und Theater statt.

## Kliniken
- Southwest Florida Regional Medical Center
- Gulf Coast Hospital
- Lee Memorial Health System
- Health Park Medical Center
- Health Park Care Center
- Lee Memorial Hospital

## Bildungseinrichtungen
- Florida Gulf Coast University

## Sport

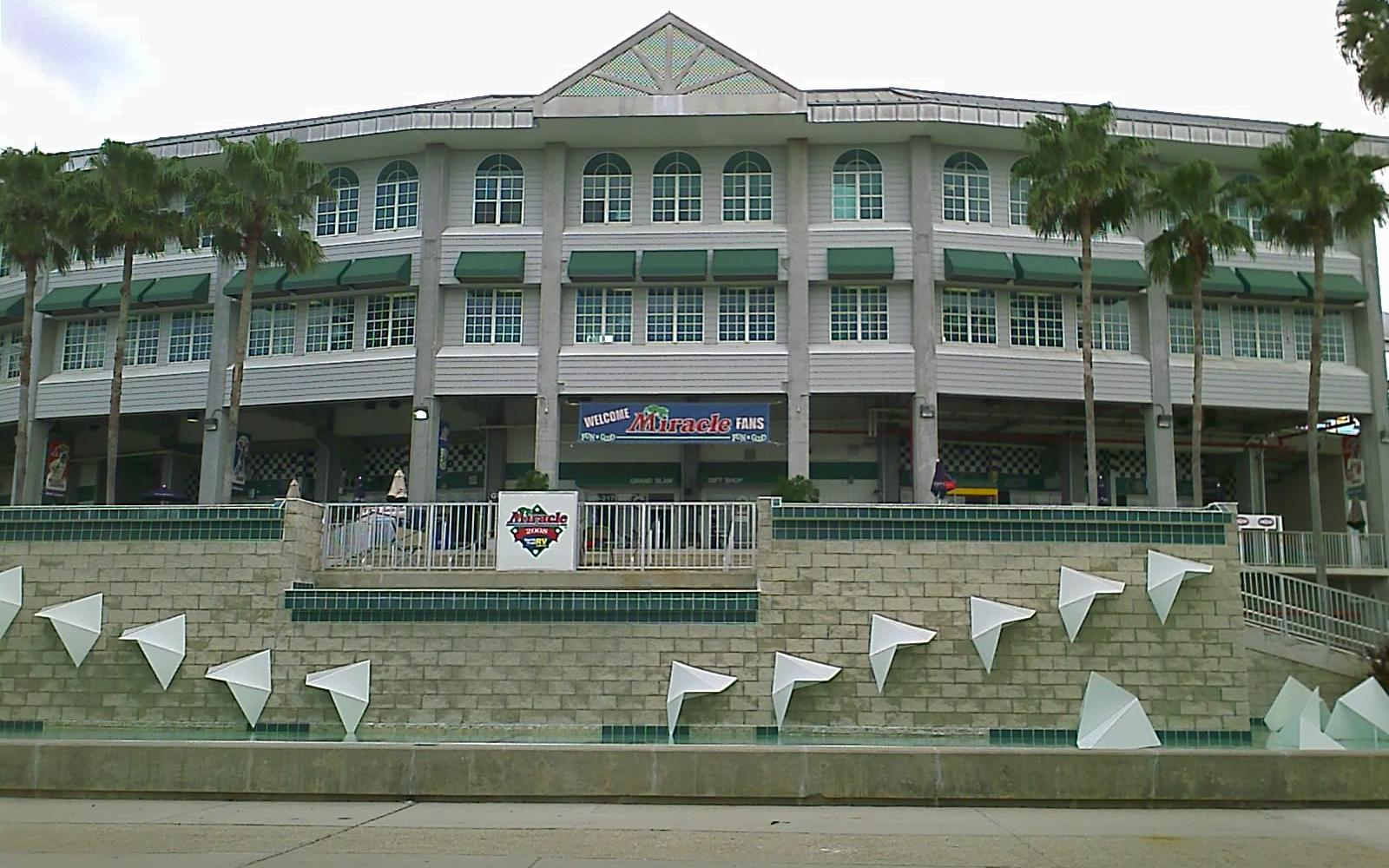
Das Hammond Stadium

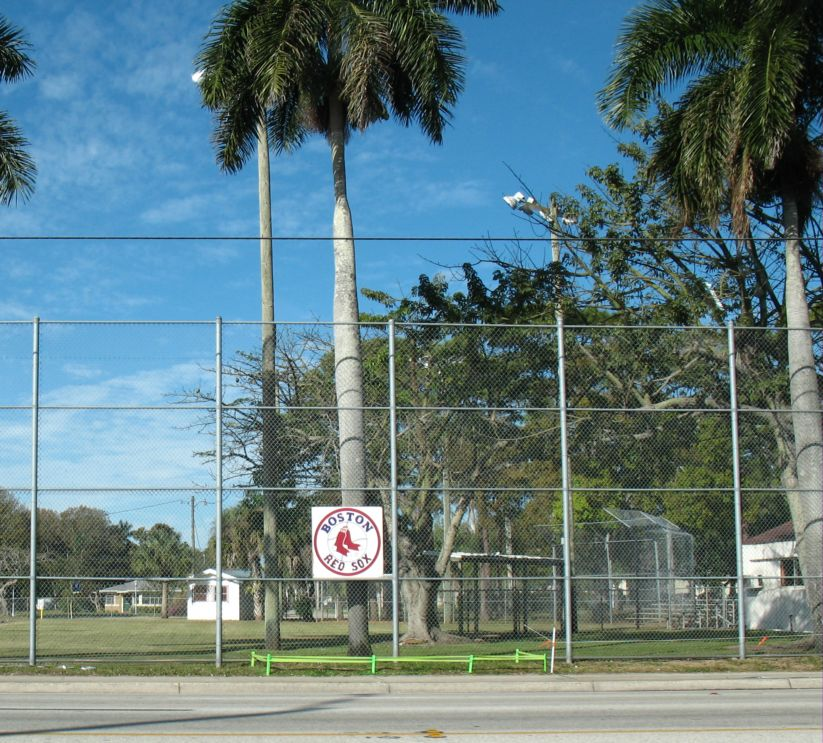
Logo der Red Sox auf einem Zaun

Fort Myers ist derzeit der Trainingsort von den Boston Red Sox und den Minnesota Twins (Spring Training). Außerdem befindet sich in Fort Myers das Hammond Stadium, wo regelmäßig Spiele verschiedener Mannschaften, vor allem der Minnesota Twins, stattfinden.

## Verkehr
Durch Fort Myers führen die Interstate 75, der Tamiami Trail (U.S. 41) sowie die Florida State Roads 80, 82, 739, 867 und 884. Fort Myers ist der Sitz der Seminole Gulf Railway, einer Eisenbahngesellschaft im Güterverkehr.
Mit dem Fernbussystem Thruway Motorcoach der Bahngesellschaft Amtrak besteht eine Anbindung der Stadt nach Tampa. An der dortigen Union Station erhält man Anschluss an die Züge Silver Star und Silver Meteor.
Südwestlich der Stadt befindet sich der Southwest Florida International Airport.

## Kriminalität
Die Kriminalitätsrate lag im Jahr 2010 mit 456 Punkten (US-Durchschnitt: 266 Punkte) im hohen Bereich. Es gab sieben Morde, 29 Vergewaltigungen, 152 Raubüberfälle, 510 Körperverletzungen, 628 Einbrüche, 1877 Diebstähle, 194 Autodiebstähle und sieben Brandstiftungen.

## Persönlichkeiten
In Fort Myers geboren:
- Scott Hoffman (* 1961), Rockmusiker
- Deion Sanders (* 1967), American-Football-Spieler
- Mindy McCready (1975–2013), Country-Pop-Sängerin
- Elissa Steamer (* 1975), Profiskaterin
- Plies (* 1976), Rapper
- Ebony Kenney (* 1978), Pokerspielerin
- Halley Gross (* 1985), Schauspielerin
- Haley Bennett (* 1988), Sängerin und Schauspielerin
- De’Vondre Campbell (* 1993), American-Football-Spieler
- Sammy Watkins (* 1993), American-Football-Spieler
- Kristlin Gear (* 1999), Hindernisläuferin

Bekannte Einwohner:
- Gerard Damiano (1928–2008), Filmregisseur
- Al Oerter (1936–2007), Leichtathlet

## Fort Myers im Film
- Szenen des Spielfilms Zombie 2 wurden in Fort Myers gedreht.[12]
- Einige Szenen des Spielfilms Im Sumpf des Verbrechens wurden in der Innenstadt Ft. Myers’ gedreht.[13]
- Der Independentfilm Trans wurde in Fort Myers gedreht.[14]